# ألفريدو بريلهانتي دا كوستا
ألفريدو بريلهانتي دا كوستا (بالإنجليزية: Alfredo Brilhante da Costa) الشهير باسم بريلهانتي (5 نوفمبر 1904 في ريو دي جانيرو ، البرازيل – 8 يونيو 1980) لاعب كرة قدم برازيلي معتزل كان يجيد اللعب في خط الدفاع . شارك مع منتخب البرازيل في بطولة كأس العالم لكرة القدم 1930 التي أقيمت في الأوروغواي وخرج من الدور الأول .

## وصلات خارجية
- ألفريدو بريلهانتي دا كوستا على موقع الاتحاد الدولي (مؤرشف)  (الإنجليزية)
- ألفريدو بريلهانتي دا كوستا على موقع ناشيونال فوتبول تيمز (الإنجليزية)